# Universiade d'été de 1965
Navigation
Édition précédente Édition suivante
La 4e Universiade d'été, compétition internationale universitaire multi-sports, s'est déroulée à Budapest en Hongrie. 1729 athlètes issus de 32 nations ont pris part aux différentes épreuves. Cette édition marquait la dernière participation de la Rhodésie à l'Universiade d'été.

## Discipline
Les sports disputés ont été les suivants :  
- Gymnastique artistique
- Athlétisme
- Basket-ball
- Plongeon
- Escrime
- Natation
- Tennis
- Volleyball
- Waterpolo

## Tableau des médailles
| Rang | Pays                 | Médaille d'or | Médaille d'argent | Médaille de bronze | Total |
| 1    | Hongrie              | 16            | 8                 | 14                 | 38    |
| 2    | Union soviétique     | 14            | 26                | 16                 | 58    |
| 3    | États-Unis           | 14            | 10                | 9                  | 33    |
| 4    | Japon                | 7             | 0                 | 3                  | 10    |
| 5    | Italie               | 6             | 2                 | 1                  | 9     |
| 6    | Allemagne de l'Ouest | 4             | 2                 | 5                  | 11    |
| 7    | Pologne              | 4             | 4                 | 3                  | 11    |
| 8    | France               | 2             | 3                 | 3                  | 8     |
| 8    | Rép. pop. roumaine   | 2             | 3                 | 3                  | 8     |
| 10   | Royaume-Uni          | 1             | 4                 | 4                  | 9     |
| 11   | Yougoslavie          | 1             | 1                 | 3                  | 5     |
| 12   | Bulgarie             | 1             | 1                 | 1                  | 3     |
| 13   | Canada               | 1             | 0                 | 3                  | 4     |
| 14   | Suède                | 1             | 0                 | 1                  | 2     |
| 15   | Tchécoslovaquie      | 0             | 3                 | 2                  | 5     |
| 16   | Pays-Bas             | 0             | 3                 | 1                  | 4     |
| 17   | Cuba                 | 0             | 2                 | 0                  | 2     |
| 18   | Autriche             | 0             | 0                 | 1                  | 1     |